# Bura

Antigua Acaya.

Bura (en griego, Βοῦρα) fue una ciudad del Peloponeso, una de las doce que integraban la Liga Aquea. Estaba situada al sudoeste de Hélice. Su nombre derivaría de Bura, hija de Ion y de Hélice.
Fue destruida por el terremoto del 373 a. C. que también destruyó Hélice. Pausanias indica que murieron todos los habitantes excepto los que estaban ausentes, que fueron quienes reconstruyeron la ciudad a su retorno, puede ser que más al interior que antes en que se dice que estaba cercana a la costa. La nueva ciudad, de la que se conservan restos, estaba a unos 6 km del mar, sobre un monte, cerca del pueblo de Kastro, en la región de Diakoftó.
Tenía un templo de Deméter, otro de Afrodita y Dioniso, otro de Ilitía y un santuario de Isis. Una fuente de la ciudad se llamaba Sibaris, de la cual el río de Italia derivaba su nombre, según Estrabón.
Al ser reconstituida la liga Aquea en 284-281 a. C. (olimpiada 124ª), la ciudad era gobernada por un tirano y solo tenía 275 habitantes; se unió a la liga.
Al este de la ciudad estaba el río Buraico y al lado de este río, había una caverna con un oráculo de Heracles, llamado Heracles Buraico. Se practicaba la adivinación por medio de una tabla y tabas (astragalomancia). El que consultaba a Heracles rezaba delante de la imagen y después tomaba cuatro tabas y las dejaba sobre la mesa. Para todas las figuras de las tabas había una explicación expresamente escrita sobre la tabla.
Las ruinas de la ciudad han sido descubiertas entre los ríos Bufusia (tal vez el antiguo Cerinites) y el Kalavryta, cerca de Trupia.